# Missbruk
Missbruk är skadligt eller farligt användande av något, vilket kan inkludera substanser som alkohol, droger eller läkemedel, men också beteenden som hasardspelande. Missbruk karaktäriseras av att individen känner en stark kompulsiv drift att fortsätta bruket eller beteendet trots att det är skadligt eller riskfyllt för individen och/eller för andra. Ofta innebär missbruk att personen utvecklar ett beroende, vilket kan vara psykologiskt eller fysiskt. Missbruk kan betraktas som en sjukdom, särskilt när det handlar om missbruk av substanser, såsom alkoholism eller drogberoende.
Definitionen av missbruk kan variera beroende på sociala och kulturella normer. Vad som anses vara missbruk i en kultur eller samhälle kan ses som normalt i ett annat.
Normalt skiljer man på substansmissbruk och annat missbruk, även om bakomliggande psykologiska orsaker kan finnas. I en vidare mening kan missbruk avse beteenden som kan förefalla ändamålsenliga, men om de görs för att fly verkligheten så kan det vara ett slags missbruk. 
Begreppet ANDTS används inom det förebyggande arbetet mot missbruk av alkohol, narkotika, dopning, tobak, och spel om pengar, och svenska regeringen har tagit fram en ANDT-strategi.
Ett missbruk av makt i en relation kan övergå i eller inkludera våld (se våld i nära relationer). Om detta sker i ett sexuellt sammanhang blir det ett sexuellt övergrepp och – om situationen motsvarar samlag – en våldtäkt. En vuxens sexuella samvaro med ett barn är alltid ett sexuellt övergrepp och kan ibland juridiskt definieras som sexuellt utnyttjande av barn.

## Risker
Enligt WHO är bruk och missbruk av droger ett av de största hoten mot folkhälsan. Bruk och missbruk av alkohol, narkotika och tobak orsakar en stor andel av den svenska sjukdomsbördan, även bland ungdomar.
Olika typer av missbruk bidrar starkt till den samlade sjukdomsbördan i Sverige och orsakar förluster av levnadsår och friska produktiva år. År 2010 var tobaksrökning den fjärde största riskfaktorn för ohälsa, alkohol den åttonde och narkotikabruk på tionde plats. Alkohol och narkotika påverkar även ohälsan kraftigt bland de unga, då bruk av dessa två substanser återfinns på första och andra plats bland riskfaktorerna bland svenska ungdomar.

### Hemlöshet
Personer i hemlöshet i Sverige har i relativt hög grad en beroendeproblematik. Bland män uppgavs missbruk och beroende vara den "enskilt största faktorn som bidragit till hemlöshet" i en sammanställning från Socialstyrelsen från 2017.

## Exempel på missbruk
- Substansmissbruk
  - Alkoholmissbruk
  - Narkotikamissbruk
  - Läkemedelsmissbruk: Varav en del är så kallat iatrogent missbruk, det vill säga missbruk av läkemedel betingat av läkares åtgärder.
  - Blandmissbruk
- Internetmissbruk
- Köpmissbruk
- Matmissbruk
- Sexmissbruk
- Spelmissbruk
- Maktmissbruk